# Râul Fleșcuța
Râul Fleșcuța este un curs de apă din România, afluent al râului Corlatu. 

## Hărți
- Harta Munții Bihor
- Harta munții Apuseni